# Histiopteris incisa
Histiopteris incisa là một loài thực vật có mạch trong họ Dennstaedtiaceae. Loài này được (Thunb.) J. Sm. miêu tả khoa học đầu tiên năm 1875.

## Hình ảnh

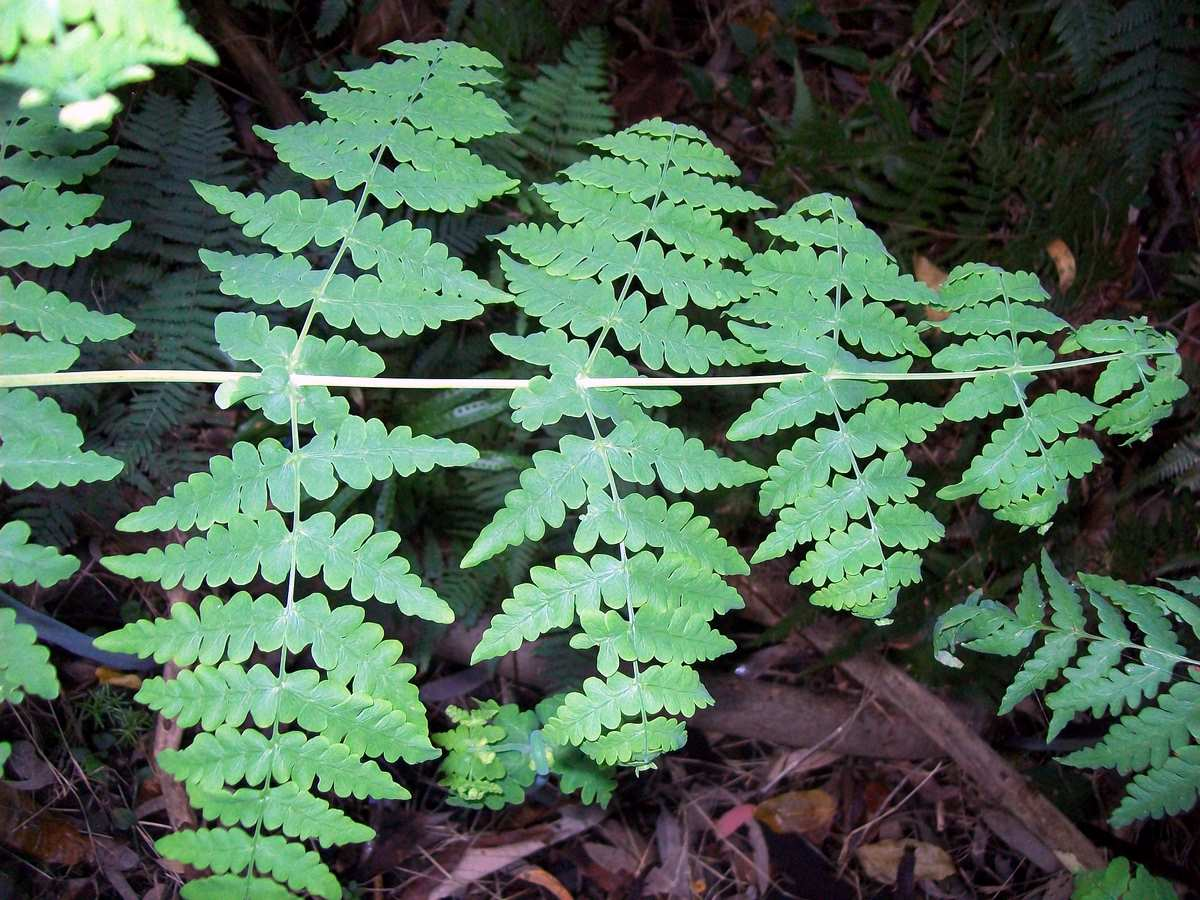